# Військово-морський флот СРСР
Військо́во-морськи́й флот СРСР — один із головних видів військ радянських Збройних сил (1917–1991, назва з 1918 — Робітничо-Селянський Червоний флот").

## Склад
- підводні сили
- надводні сили
- морська авіація
- морська піхота
- війська берегової оборони

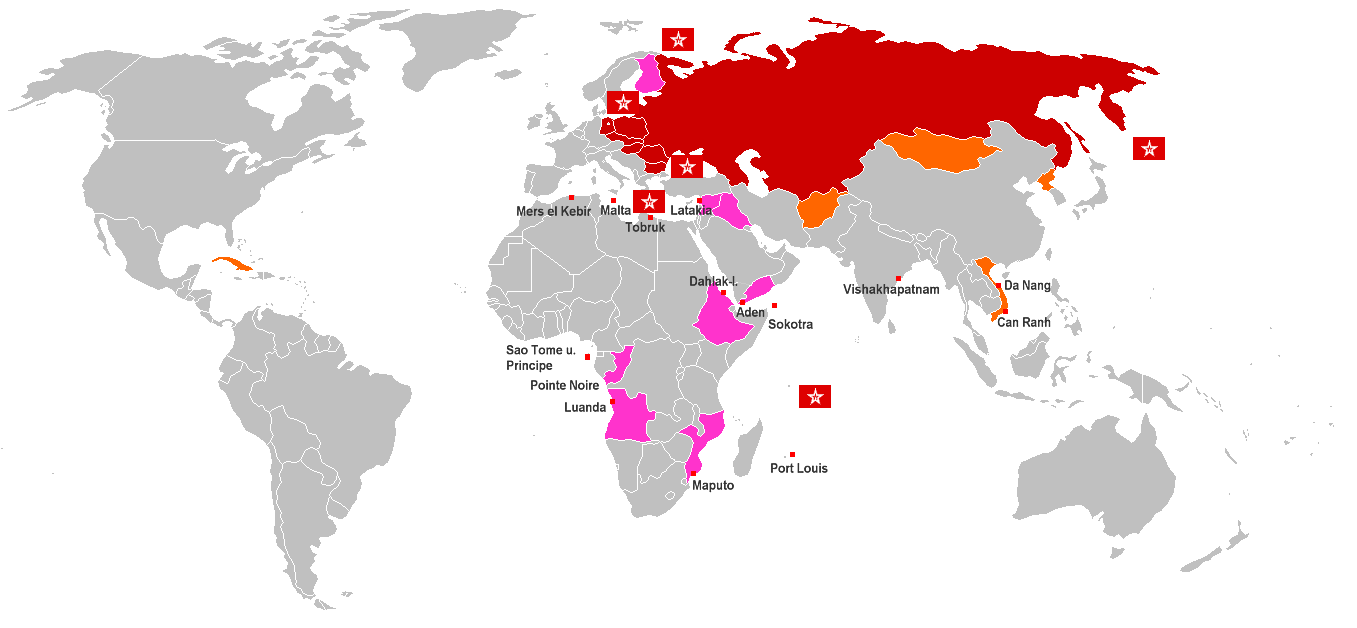
Пункти базування ВМФ СРСР у 1984 році

У його склад входили також частини спеціального призначення та частини і підрозділи тилу.
Об'єднання ВМФ СРСР:
- Балтійський флот
- Чорноморський флот
- Північний флот
- Тихоокеанський флот
- Каспійська флотилія

## Стан ВМС РСЧФ на момент закінченняГромадянської війни

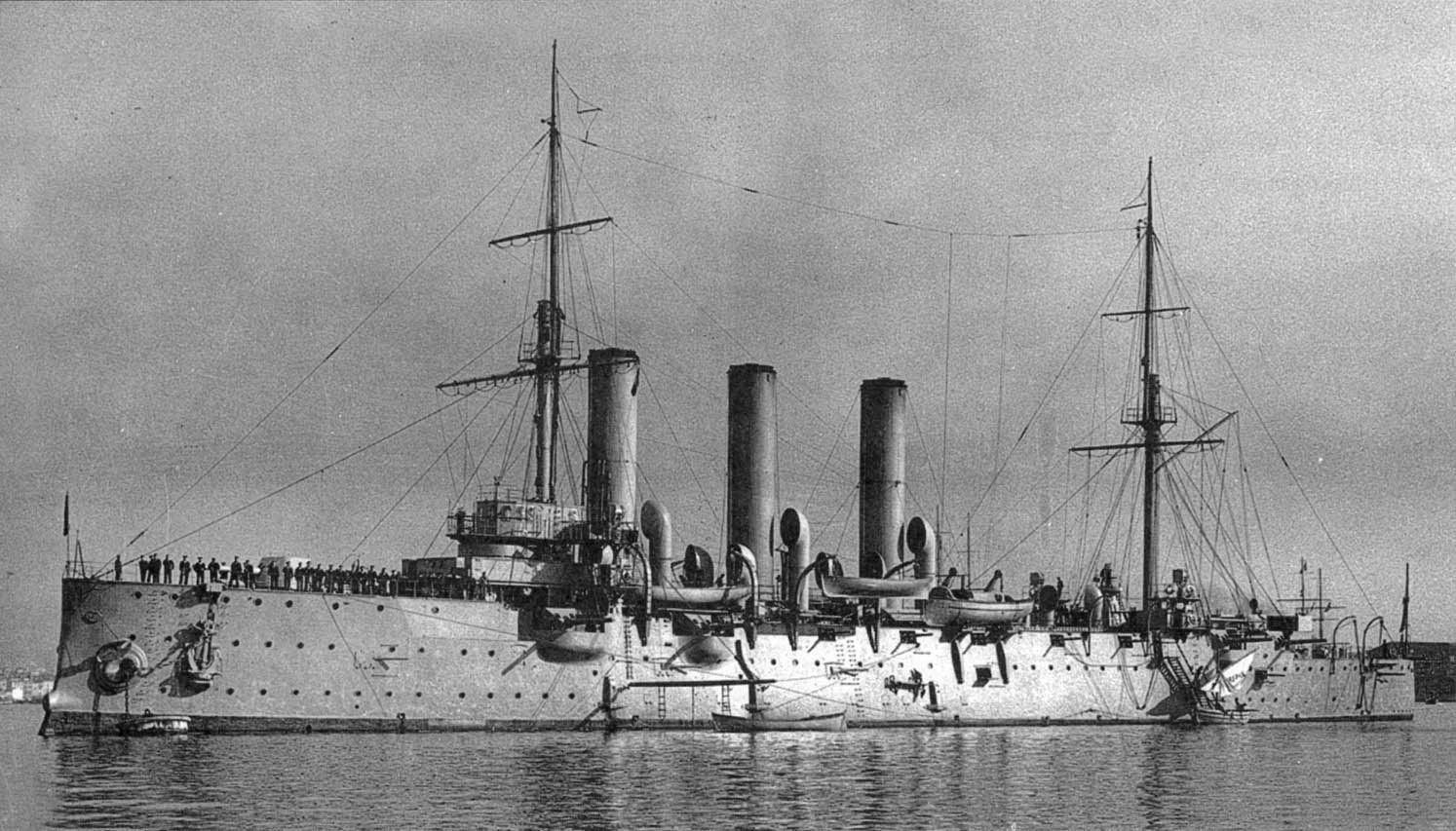
Крейсер "Аврора" — символ Жовтневої Революції, який брав участь у Громадянській війні у Росії

Громадянська війна у Росії призвела до різкого скорочення корабельного складу Робітничо-Селянського Червоного Флоту (РСЧФ). Через величезні втрати бойових кораблів (потоплених, захоплених противником, інтернованих Антантою, або повністю втратили боєздатність) загальна водотоннажність кораблів РСЧФ на початок 1921 становило всього лише 16,2% від сумарної водотоннажності Російського імператорського флоту. У 1921 році в порівнянні з 1917 роком в бойовому складі флоту залишалося всього 5,5% лінійних кораблів, 0% крейсерів, 10% ескадрених міноносців, 5,8% підводних човнів, 2,7% мінних і мережевих загороджувачів, 4,9% канонерських човнів, 7,2% посильних і сторожових суден. Втрати протимінних кораблів і катерів були найменш чутливими, а найважчими — у класі крейсерів.
Загальна деградація торкнулася і інші роди сил флоту. Так, число батарей берегової артилерії на Балтиці скоротилося втричі, на Чорному морі — вдвічі, а на Півночі Росії система берегової оборони взагалі перестала існувати. Авіаційні частини РСЧФ були ліквідовані у 1920 році, і в оперативному підпорядкуванні флотських командирів залишилися лише нечисленні повітряні загони, у складі яких до початку 1921 було всього 36 застарілих літаків з високим ступенем фізичного зносу.
Взятий радянським урядом курс на скорочення флоту призвів до того, що з березня 1921 по грудень 1922 чисельність особового складу РСЧФ була скорочена з 86 580 до 36 929 людей, а обсяг асигнувань на військове суднобудування і судноремонт — скорочені приблизно в 3,3 рази.

## РСЧФ в передвоєнні роки

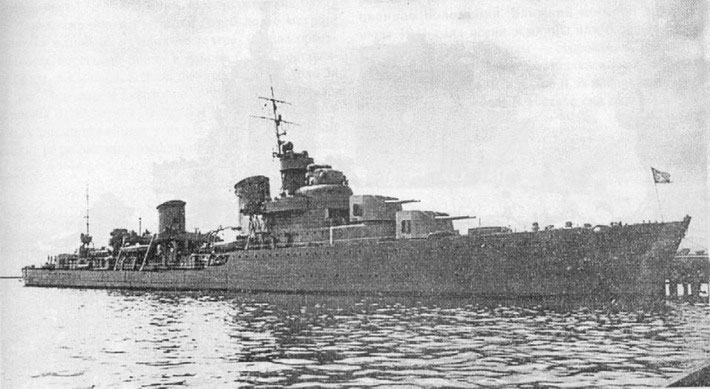
Лідер «Ташкент» у 1939 році

29 квітня 1939 року народним комісаром РСЧФ був призначений 34-річний М. Г. Кузнєцов, він став наймолодшим наркомом у Союзі і першим моряком на цій посаді. Всі передвоєнні роки Кузнєцов продовжував готувати флот до війни, погодившись з досвідом війни з Фінляндією. У 1940–1941 роках була розроблена і введена в дію система оперативних готовностей флотів і флотилій, доцільність якої виправдалася на початку Другої світової війни. Наказ 1941 року, що вийшов з Наркомату РСЧФ, вимагав відкривати вогонь зенітних батарей при появі іноземних літаків над нашими базами — у березні над Лібаво і Полярним обстріляли німецькі літаки-розвідники (це викликало невдоволення Сталіна і Кузнєцов отримав догану).
До початку Другої світової війни корабельний склад РСЧФ налічував 3 лінійних кораблі, 7 крейсерів, 59 лідерів і ескадрених міноносців, 218 підводних човнів, 269 торпедних катерів, 22 сторожових кораблі, 88 тральщиків, 77 мисливців за підводними човнами й інших кораблів і катерів, а також допоміжних суден. У споруді знаходилося 219 кораблів, у тому числі 3 лінійних кораблі, 2 важких і 7 легких крейсери, 45 есмінців, 91 підводний човен.
Для порівняння, ВМФ Великої Британії налічував 15 лінкорів і лінійних крейсерів, Німеччини (Крігсмаріне) — 6 лінійних кораблів, Італії — 4.
Розподіл кораблів по флоту був наступним:
- Північний флот мав 8 есмінців, 2 торпедних катери, 7 сторожових кораблів, 15 мисливців за підводними човнами і 15 підводних човнів. Берегова оборона знаходилася у стадії будівництва. У її складі було лише 70 гармат калібром від 45 до 180 мм. Протиповітряна оборона включала кілька зенітних дивізіонів.
- Балтійський і Чорноморський флоти налічували по 200 кораблів різних класів і більш ніж по 600 літаків, в числі яких були нові винищувачі МіГ-3 і торпедоносці. Ці флоти мали розвиненою мережею баз і аеродромів. У складі берегової оборони флотів було: 424 гармати великого (до 305 мм) і середнього калібрів, зенітні дивізіони, а також залізнична артилерія.
- Тихоокеанський флот мав найбільше із усіх флотів число підводних човнів (91), торпедних катерів (135) і літаків (1183). Однак тут, як і на Північному морському театрі, найбільшими кораблями були ескадрені міноносці. Два крейсера знаходилися в споруді.
- Крім флотів, у складі ВМФ СРСР були п'ять річкових і озерних флотилій.

У цілому до початку Другої Світової війни був створений військово-морський флот, здатний виконувати найважливіші тактичні і стратегічні завдання — як спільно з сухопутними військами, так і самостійно в прилеглих морях — з метою оборони узбережжя і зриву морських перевезень. Однак в оперативній і тактичній підготовці Флоту були й деякі недоліки. Так, наприклад, спостерігалася підвищена увага до відпрацювання бою на морі на шкоду підготовці до спільних дій з армією. Звідси відносно мало уваги приділялося артилерійським стрільбам по берегових цілях. Також зовсім недостатньо велася підготовка до протичовнової і, дещо спрощено, до протимінної оборони. Адже, за передвоєнними планами, на флот покладалися завдання оборони свого узбережжя від нападу противника з моря і протидії висадці десантів, боротьба на морських комунікаціях, знищення сил противника в морі і військово-морських базах і портах. Основними об'єктами знищення вважалися великі надводні кораблі, проти яких передбачалося діяти силами надводних кораблів, підводних човнів, авіації, тобто все було націлене на боротьбу з противником на морському напрямку.

## РСЧФ СРСР під час Німецько-радянської війни

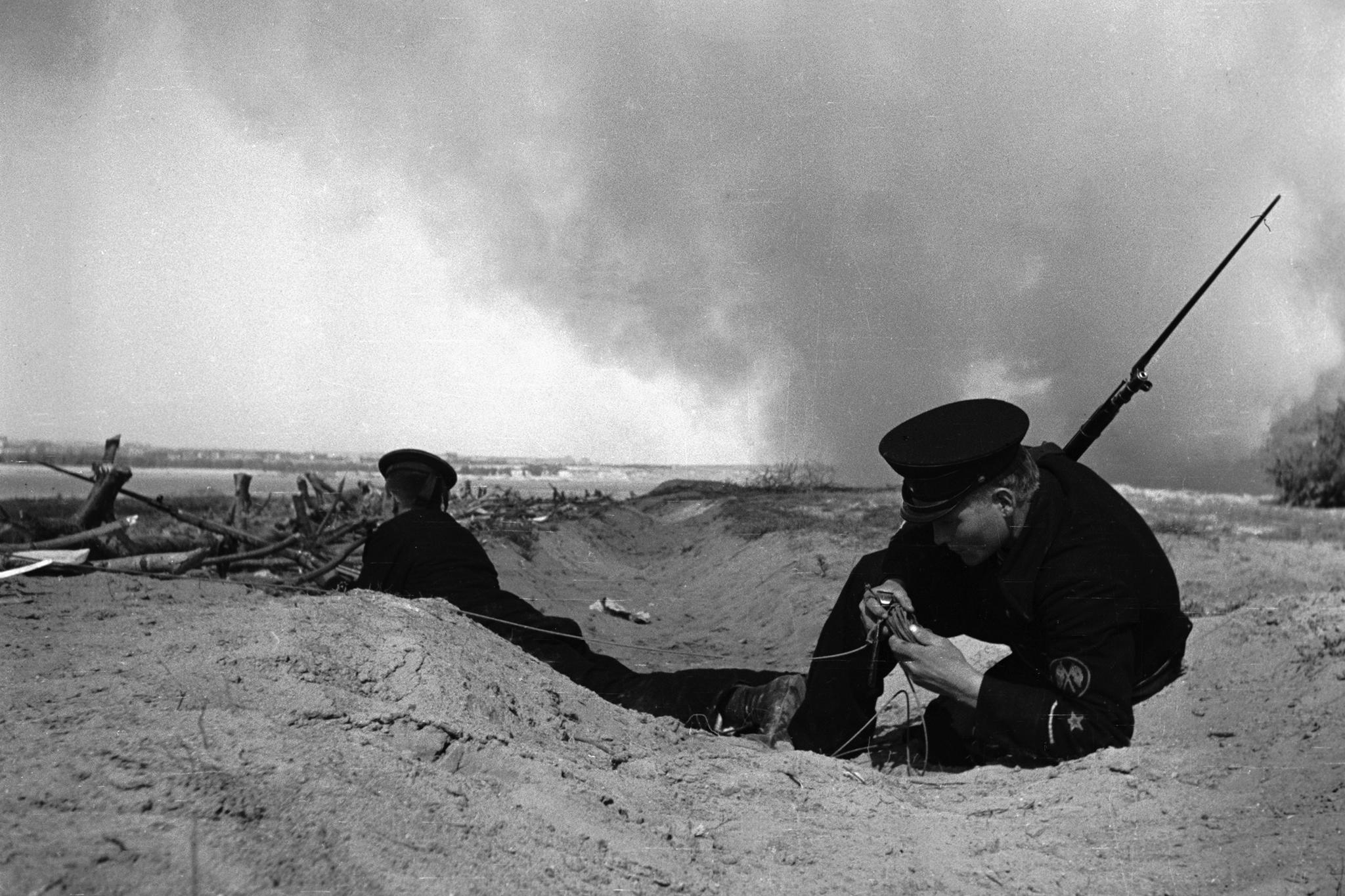
Старшина другої статті ВМФ СРСР відновлює зв'язок, Сталінградська битва

22 червня 1941 року, о третій годині ночі, німецька авіація здійснила нальоти на головну базу Чорноморського флоту в Севастополі і на Ізмаїл. У Севастополі, з метою заблокувати ЧФ, на вхідних фарватер бази і в Північній бухті були скинуті електромагнітні міни. Авіацію противника зустрів вогонь зенітної артилерії і кораблів Дунайської флотилії. Повітряним атакам піддалися також Лієпайська і Ризька військово-морські бази. Магнітні міни були скинуті з літаків в районі Кронштадта. Бомбили і головну базу Північного флоту — Полярний. В третій годині ночі 22 червня, доповівши в Кремль про наліт на Севастополь, адмірал Кузнєцов, не чекаючи вказівок зверху, наказав усім флотам: «Негайно розпочати постановку мінних загороджень за планом прикриття».
Головним противником флоту з початком війни стали не морські, а повітряні і сухопутні сили противника. Головним в бойовій діяльності флоту стало сприяння приморському флангу сухопутних військ в обороні і настанні (за роки війни до 85% боєзапасу корабельної артилерії було витрачено по берегових цілях і до 40% літако-вильотів морської авіації було вироблено для нанесення ударів по сухопутних військах). При цьому за роки війни жоден з трьох наявних в СРСР лінкорів ні разу не вступав в бойовий контакт з кораблями ворожих флотів.
Друга за значущістю група завдань — порушення морських комунікацій противника, захист своїх комунікацій, знищення сил противника в морі, нанесення ударів по об'єктах на його узбережжі і території. Вирішуючи ці завдання, РСЧФ провів 88 операцій, з них 23 рази залучався до участі в армійських і фронтових операціях.
Недостатнє технічне оснащення флоту та відсутність достатньої кількості великих кораблів призвели до того, що плани флоту і його дії підпорядковувалися найчастіше інтересам угруповань сухопутних військ на приморських напрямках: у роки війни Військово-Морський флот направив на сухопутні фронти понад 400 тис. осіб, що свідчило про неможливість використання цих людей за їх прямим — морським — призначенням. Таким чином доля Радянсько-німецької війни майже повністю вирішувалася на сухопутному фронті.
Багато транспортних та допоміжних суден, було переобладнано у бойові кораблі, які увійшли до складу РСЧФ.

## Стан ВМФ СРСР на кінець 1980-х років

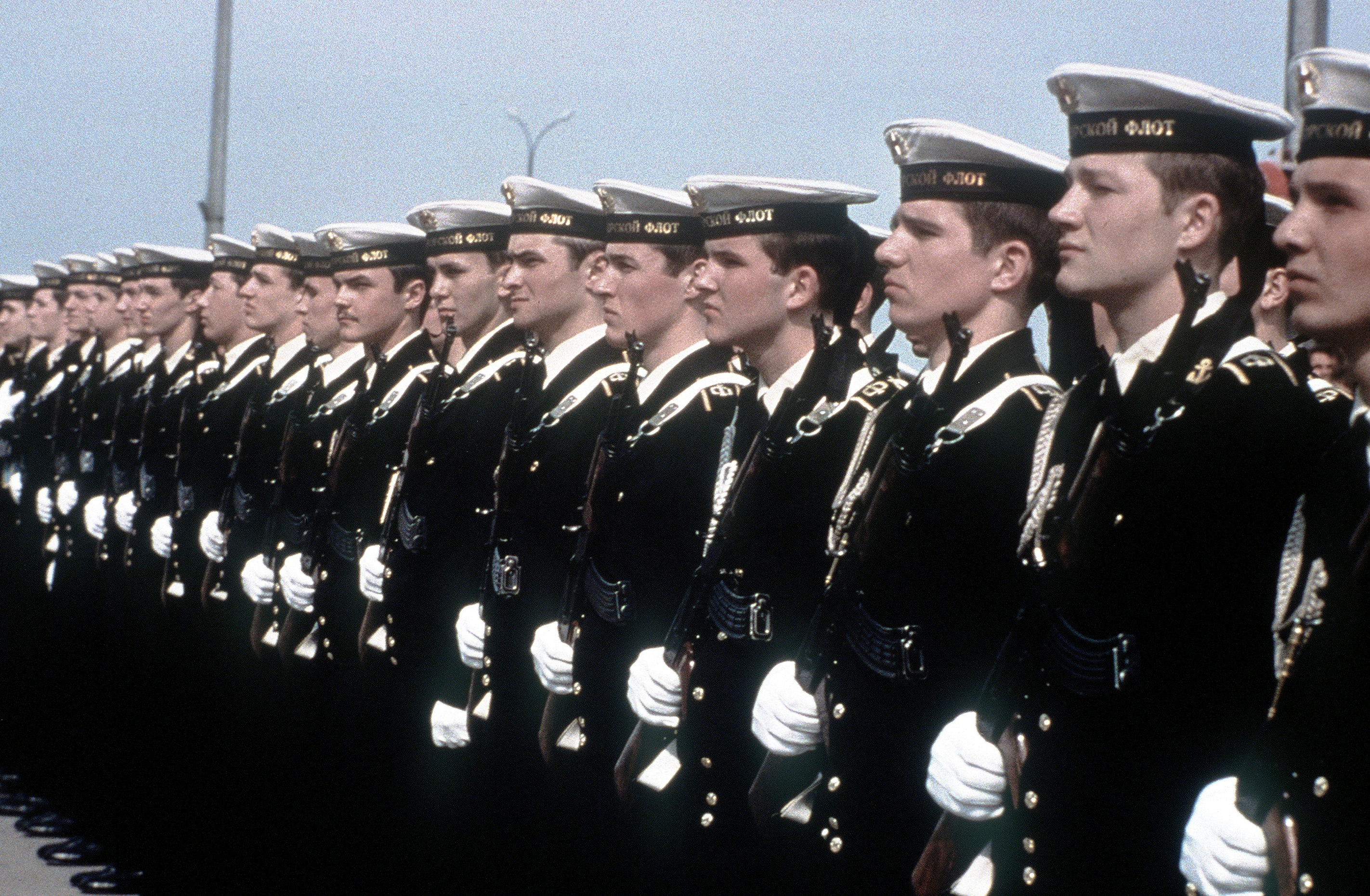
Радянські матроси, 1982 рік

До складу сил флоту (стратегічних і загального призначення) входило більше 100 ескадр і дивізій, а загальна чисельність особового складу ВМФ СРСР становила близько 450 000 (в тому числі 12,6 тис. в морській піхоті). Витрати на ВМФ СРСР у 1989 році склали 12080000000 рублів (при загальному військовому бюджеті в 77294000000 рублів), з них 2993 млн рублів на закупівлю кораблів і катерів і 6531 млн на технічне оснащення). У бойовому строю флоту перебувало 160 надводних кораблів океанської і дальньої морської зони, 83 стратегічних атомних підводних ракетоносців другого покоління, 113 багатоцільових атомних підводних човнів і 254 дизель-електричних.
А. С. Павлов наводить такі дані по складу ВМФ СРСР на кінець 1980-х років: 64 атомні і 15 дизельних підводних човнів з балістичними ракетами, 79 підводних човнів з крилатими ракетами (у тому числі 63 атомні), 80 багатоцільових торпедних атомних підводних човнів (усі дані по ПЛ на 1 січня 1989 року), чотири авіанесучих корабля, 96 крейсерів, есмінців і ракетних фрегатів, 174 сторожових і малих протичовнових кораблі, 623 катери і тральщика, 107 десантних кораблів і катерів. Всього 1380 бойових кораблів (не рахуючи допоміжних суден), 1142 бойових літака (всі дані по надводних кораблях на 1 липня 1988 року).
На 1991 рік на суднобудівних підприємствах СРСР будувалося: два авіаносці (у тому числі один атомний), 11 атомних підводних човнів з балістичними ракетами, 18 багатоцільових атомних підводних човнів, сім дизельних підводних човнів, два ракетних крейсера (у тому числі один атомний), 10 ескадрених міноносців і великих протичовнових кораблів і ін.

## Командувачі
- Дибенко Павло Юхимович (1917–1918)
- Іванов Модест Васильович (1918)
- Альтфате Василь Михайлович (1918–1919)
- Беренс Євген Андрійович (1919–1920)
- Нємітц Олександр Васильович (1920–1921)
- Панцержанський Едуард Самуїлович (1921–1924)
- Зоф В'ячеслав Іванович (1924–1926)
- Муклевич Ромуальд Адамович (1926–1931)
- Орлов Володимир Митрофанович (1931–1937)
- Вікторов Михайло Володимирович (1937–1938)
- Смирнов Петро Олександрович (1938)
- Фріновський Михайло Петрович (1938–1939)
- Кузнєцов Микола Герасимович (1939–1947, 1951–1956)
- Юмашев Іван Степанович (1947–1951)
- Горшков Сергій Георгійович (1956–1985)
- Чернавин Володимир Миколайович (1985–1992)